# وحدة التحكم
وحدة التحكم ((بالإنجليزية: Control unit)، اختصارًا (بالإنجليزية: CU))، هي أحد الأركان الأساسية في بنية الحواسيب الحديثة، وتشكل جزءًا جوهريًا من وحدة المعالجة المركزية (بالإنجليزية: CPU). تضطلع هذه الوحدة بدور محوري في تنظيم وتنسيق العمليات داخل المعالج، حيث تشرف على تنفيذ التعليمات البرمجية، وتتحكم في تدفق البيانات بين مكونات الحاسوب المختلفة.
تتمثل المهمة الرئيسية لوحدة التحكم في تفسير التعليمات التي يتلقاها المعالج وتحويلها إلى إشارات تحكم دقيقة تُرسل إلى الأجزاء الأخرى من النظام. وتُستخدم في ذلك تقنيات متعددة، من أبرزها مفكك التشفير الثنائي (بالإنجليزية: Binary Decoder)، الذي يعمل على فك تشفير الأوامر المرمّزة وتحويلها إلى إشارات توقيتية (بالإنجليزية: Timing Signals) وأوامر تحكم تُوجه عمل كل من الذاكرة، ووحدة الحساب والمنطق (بالإنجليزية: ALU)، ووحدات الإدخال والإخراج، وغيرها من مكونات الحاسوب. تُعد وحدة التحكم بمثابة العقل المنظم الذي يُدير الموارد الحاسوبية ويُنسق التواصل الداخلي بين الوحدات المختلفة. فهي المسؤولة عن توجيه البيانات إلى المكان الصحيح في الوقت المناسب، وضمان تنفيذ التعليمات بالترتيب المطلوب. وبدونها، يصبح من المستحيل إدارة سلسلة العمليات المعقدة التي يقوم بها الحاسوب في أجزاء من الثانية.
تعود المفاهيم النظرية الأولى لوحدة التحكم إلى معمارية فون نيومان (بالإنجليزية: Von Neumann Architecture)، التي طوّرها العالم المجري الأمريكي جون فون نيومان في منتصف القرن العشرين. ووفقًا لهذه المعمارية، تُعد وحدة التحكم أحد الأجزاء الأساسية الأربعة للحاسوب، إلى جانب وحدة الحساب والمنطق، والذاكرة، ووحدات الإدخال والإخراج. وقد حافظت وحدة التحكم على مكانتها ووظيفتها منذ نشأتها، حتى مع التطورات المتسارعة في تصميم المعالجات. فمعظم وحدات التحكم الحديثة تُدمج اليوم ضمن المعالج ذاته، وتعمل وفق مبادئ مشابهة، وإن كانت تعتمد على تقنيات أكثر تقدمًا من حيث السرعة والتوازي في تنفيذ التعليمات.

## وحدات التحكم متعددة الدورات
تُعد البنية الدقيقة متعددة الدورات (بالإنجليزية: Multi-cycle Microarchitecture) من أقدم التصاميم المعتمدة في هندسة الحاسوب، وقد لعبت دورًا محوريًا في تطور المعالجات منذ بدايات عصر الحوسبة الرقمية. وعلى الرغم من التقدّم الكبير في تصميم المعالجات الحديثة، فإن هذا النوع من المعمارية لا يزال يُستخدم على نطاق واسع في الحواسيب الصغيرة والأنظمة المدمجة التي تُشغِّل أجهزة مثل المعدات الصناعية، والروبوتات، وأجهزة التحكم الذكية.

### دورة التنفيذ
تعتمد هذه البنية على تقسيم تنفيذ التعليمة الواحدة إلى عدة مراحل متسلسلة، تُنفذ كل منها خلال دورة واحدة (أو جزء من دورة) من إشارة الساعة. تتكون دورة تنفيذ التعليمة النموذجية من الخطوات التالية:
1. جلب التعليمة (بالإنجليزية: Instruction Fetch): تُستخرج التعليمة من الذاكرة.
2. جلب المعطيات أو المعاملات (بالإنجليزية: Operand Fetch): تُجلب البيانات اللازمة لتنفيذ التعليمة.
3. فك الشفرة (بالإنجليزية: Decode): تُحلل التعليمة لمعرفة العملية المطلوبة.
4. التنفيذ (بالإنجليزية: Execute): تُنفذ العملية المنطقية أو الحسابية المطلوبة.
5. كتابة النتيجة  (بالإنجليزية: Write-back): تُخزن النتائج مرة أخرى في الذاكرة أو في السجلات.

مع تحميل كل تعليمة جديدة، تتغير حالة وحدة التحكم لتوجيه المكونات الأخرى نحو تنفيذ الخطوة التالية من العملية، مما يسمح بإدارة دقيقة لتنفيذ التعليمات وفق ترتيبها المنطقي.

### عداد الحالة وإشارات التوقيت
غالبًا ما تحتوي وحدة التحكم متعددة الدورات على عداد حالة ثنائي يساعد في تتبع المرحلة الحالية من تنفيذ التعليمة، ويُحدد بذلك الأوامر التي يجب إرسالها للوحدات الأخرى في النظام. وتتميز هذه المعماريات باستخدام كلتا الحافتين الصاعدة والهابطة من إشارة الساعة، مما يسمح بتنفيذ عمليتين خلال دورة ساعة واحدة. على سبيل المثال، إذا كانت دورة التعليمات تتطلب أربع خطوات، يمكن تنفيذها في دورتين فقط من إشارة الساعة، مما يُضاعف من كفاءة الأداء دون الحاجة إلى تغيير في نوع الدوائر المنطقية المستخدمة.

### المقاطعات والاستثناءات
في الأنظمة الحاسوبية، قد تواجه وحدة المعالجة نوعين من الأحداث غير المتوقعة:
- المقاطعة (بالإنجليزية: Interrupt): وهي حدث خارجي يصدر عادةً من أجهزة الإدخال أو الإخراج، ويتطلب تدخل المعالج لتوفير الاستجابة المناسبة.
- الاستثناء (بالإنجليزية: Exception): وهو حدث ناتج عن عملية داخلية غير طبيعية، مثل محاولة الوصول إلى عنوان ذاكرة غير صالح.

تُصمم وحدات التحكم للتعامل مع هذه الأحداث وفق طريقتين رئيسيتين:
1. الاستجابة السريعة (بالإنجليزية: Fast Response): تُوقف وحدة التحكم التنفيذ الجاري مباشرة، وتعالج الحدث، ثم تعود لمواصلة العمل من آخر تعليمة مكتملة.
2. الاستجابة المؤجلة (بالإنجليزية: Delayed Response): تُكمل وحدة التحكم تنفيذ التعليمة الحالية أولًا، ثم تنتقل للتعامل مع الحدث. يُعد هذا الأسلوب أكثر بساطة وموثوقية، ويُقلل من الحاجة إلى سجلات إضافية لتخزين حالة التنفيذ.

### التنفيذ المتعدد
تُظهر المعالجات متعددة الدورات أداءً متوازنًا، لكنها قد تحتاج إلى عدد أكبر من الدورات لكل تعليمة مقارنة بالبنى أحادية الدورة. فمثلاً:
- القفز الشرطي (بالإنجليزية: Conditional Branching): يستغرق وقتًا أطول نظرًا لضرورة إعادة تحميل عداد البرنامج.
- تعليمات الضرب والقسمة: قد تُنفذ عبر خطوات مشابهة للضرب أو القسمة الثنائية المطولة.
- الحواسيب البسيطة جدًا: تُعالج البتات واحدة تلو الأخرى، أو بعدد قليل في كل دورة.
- تعليمات معقدة: تتطلب أحيانًا تنفيذ عدد كبير من الخطوات الجزئية داخل المعالج.

## وحدات التحكم الخطية
تُعد وحدات التحكم الخطية (بالإنجليزية: Pipelined Control Units) من أكثر التصاميم رواجًا في الحواسيب ذات التعقيد المتوسط، لما توفره من توازن مثالي بين السرعة والكفاءة الاقتصادية في الأداء. يعتمد هذا النموذج على مبدأ تدفّق التعليمات داخل المعالج عبر سلسلة من المراحل المتتابعة، بما يشبه خط التجميع الصناعي، حيث تُعالج كل مرحلة جزءًا من التعليمة، مما يسمح بإنجاز أكثر من تعليمة في آنٍ واحد.
في وحدات التحكم الخطية، تمرّ التعليمات عبر سلسلة من المراحل المحددة مسبقًا. عادةً ما تتوافق هذه المراحل مع خطوات معمارية فون نيومان الأساسية، مع وجود سجلات وسيطة تدعي سجلات خطوط الأنابيب (بالإنجليزية: Pipeline Registers) بين كل مرحلة وأخرى. تحفظ هذه السجلات النتائج المرحلية، وتُوفرها للمرحلة التالية، بحيث لا يتوقف تدفّق التعليمات. ومن الشائع أن تُخصّص الحافتان الصاعدة والهابطة لإشارة الساعة لمراحل مختلفة؛ فالمراحل الفردية تعمل على حافة، والزوجية على الأخرى. هذا الأسلوب يُضاعف الأداء مقارنةً بتصاميم تعتمد على حافة واحدة فقط، دون تغيير سرعة الساعة نفسها.
في سياق وحدات التحكم الخطية، لا تكتفي وحدة التحكم بتوجيه التعليمات كليًا، بل تُنسّق تدفق البيانات عبر المراحل المختلفة، مثل تنظيم البدء والتتابع والتوقف حسب أوامر البرنامج، توزيع إشارات التحكم المناسبة لكل مرحلة دون تعارض، تجنّب التداخل بين التعليمات في مراحل مختلفة عبر تقنيات التحكم المتقدّمة (مثل التزامن وترتيب الوصول إلى البيانات المشتركة).
تعمل وحدة التحكم على تجنب التعارضات التي قد تنشأ عند مشاركة التعليمات لمصدر واحد، كأن يستخدم مرحلتان نفس السجل، فتؤخَّر إحداهما ريثما تُكمل الأخرى. هذا النوع من التأخير يُعرف باسم فقاعة الأنابيب (بالإنجليزية: Pipeline Bubble)، وهو شائع في الحالات التي تتطلب التعليمات الوصول إلى بيانات متداخلة زمنيًا.
تمتاز الحواسيب الخطية بقدرتها على إنجاز تعليمة واحدة في كل دورة ساعة تقريبًا، مما يجعلها أكثر كفاءة مقارنة بالحواسيب متعددة الدورات، التي تنفّذ كل تعليمة على عدة مراحل متتابعة دون تداخل. ومن الناحية الهندسية، تُتيح البنية الخطية إمكانية التحكم بسرعة الأداء عبر تعديل عدد المراحل، حيث انه كلما زادت عدد المراحل، قلّ حجم العمل في كل مرحلة، مما يُقلل تأخير الإشارات ويُزيد من السرعة الكلية للتنفيذ.
غالبًا ما تستخدم المعماريات الخطية طاقة أقل لكل تعليمة مقارنة بالحواسيب متعددة الدورات أو تلك التي تنفذ التعليمات خارج الترتيب (بالإنجليزية: Out-of-Order Execution)، لأن تعقيد كل مرحلة أقل. كما أن وحدات التحكم فيها تكون أكثر تخصصًا، مما يُقلل من الطاقة المهدورة في المنطق غير النشط. ومع ذلك، فإن تكلفة التصميم والتنفيذ أعلى، نظرًا إلى الحاجة إلى مزيد من السجلات، والمكونات المنطقية، ووحدة تحكم أكثر تعقيدًا. وقد تستهلك هذه الأنظمة طاقة إجمالية أعلى، على الرغم من الكفاءة المحسّنة لكل تعليمة.

### التوقفات بوحدات التحكم الخطية
التوقف (بالإنجليزية: Stall) في الحوسبة الخطية يحدث عندما يُضطر المعالج إلى تفريغ أو إعادة تهيئة خط الأنابيب نتيجة لتغير مفاجئ في مسار التعليمات (مثل اتخاذ قرار فرعي في البرنامج). كما تؤدي المقاطعات والاستثناءات المفاجئة إلى تعطيل مؤقت للعملية، بخلاف الاستثناءات المتوقعة (مثل استدعاء نظام التشغيل)، والتي يمكن إدارتها دون إحداث توقف.

## الحد من التوقفات
تلعب وحدات التحكم دورًا حاسمًا في الحفاظ على امتلاء خطوط الأنابيب بالبيانات وتجنّب التوقفات المفاجئة، وهي مشكلة تؤدي إلى إهدار الموارد وتراجع الأداء. ومن أجل تحقيق أعلى مستويات الكفاءة، تعتمد هذه الوحدات على مجموعة من الأساليب الذكية والاستباقية التي تضمن التدفق السلس للتعليمات داخل المعالج، خاصة في ظل التحديات المرتبطة بالفروع، والذاكرة، وتنفيذ الخيوط المتعددة.
يمكن التنبؤ بالتفرّع: استباق الفراغات قبل أن تقع ===
عند التعامل مع تعليمات التفرّع (Branch Instructions)—مثل القفز إلى تعليمة سابقة في البرنامج—قد تُواجه وحدة التحكم خيارين: أي المسارين يُحتمل أن يُنفذ؟ ولتجنّب التأخير الناتج عن اتخاذ القرار، تفترض بعض وحدات التحكم أن التفرّع إلى الخلف يشير إلى حلقة تكرارية سيتم تنفيذها مرة أخرى، وبالتالي تقوم بملء خط الأنابيب على هذا الأساس.
وفي تصميمات أكثر تطورًا، يُمكن للمُصرّف (Compiler) إعطاء تلميحات (Hints) لوحدة التحكم حول اتجاه التفرّع الأكثر شيوعًا. تُترجم هذه التلميحات في بعض الحواسيب إلى تعليمات خاصة تحمل داخلها معلومات عن اتجاه التفرّع، مما يُتيح لوحدة التحكم تحسين عملية التنبؤ وتقليل التوقفات.

### التنبؤ بالتفرّع باستخدام التاريخ الديناميكي
تذهب بعض وحدات التحكم خطوة أبعد، حيث تعتمد على سجلات إلكترونية تحفظ سجلًا مختصرًا لاتجاهات التفرّع السابقة، بناءً على عناوين التعليمات. يحتوي هذا السجل على عدد محدود من البتات لكل تعليمة فرعية، يُستخدم لتسجيل الاتجاه الذي تم اتخاذه مؤخرًا. وبهذا، يمكن لوحدة التحكم استخدام التاريخ السلوكي للتعليمات لصياغة قرارات تنبؤية دقيقة.

### التنفيذ التخميني (Speculative Execution)
في المعماريات المتقدمة، قد لا تكتفي وحدة التحكم بالتنبؤ، بل تقوم بــتنفيذ كلا المسارين المحتملين للتفرّع باستخدام خطّي أنابيب منفصلين، ثم تقوم بإلغاء حسابات المسار غير المستخدم بعد التأكد من المسار الصحيح. هذه التقنية، رغم ما تستهلكه من موارد، تمنع التوقفات وتُحسن الأداء في المعالجات عالية السرعة.

### تحديات الذاكرة وتفاوت السرعات
تُعد الذاكرة المؤقتة (Cache) أداة أساسية في الحواسيب السريعة، إذ تُخزّن نسخًا من البيانات المستخدمة بشكل متكرر في ذاكرة فائقة السرعة. لكن الوصول إلى الذاكرة الرئيسية (Main Memory)، التي قد تكون أبطأ بـ300 مرة، يُسبب توقفًا في خط الأنابيب. وللتعامل مع هذا، ظهرت المعماريات الخارجة عن الترتيب (Out-of-Order Execution)، حيث تُنفّذ التعليمات بمجرد توافر بياناتها، دون التقيّد بالترتيب الأصلي.

### تعدد الخيوط (Multithreading): استثمار الزمن الضائع
إذا انتهت كل الحسابات وتعطّل المعالج منتظرًا بيانات من الذاكرة، يُمكن لوحدة التحكم التحوّل إلى خيط (Thread) آخر، تكون بياناته قد جُلبت مسبقًا. يمتلك كل خيط عدّاد برامج خاصًا به، وسلسلة من التعليمات، ومجموعة مستقلة من السجلات. تسمح هذه التقنية باستغلال زمن الانتظار، وزيادة إنتاجية المعالج.
- في الحواسيب الشخصية والهواتف الذكية، تستخدم المعالجات عادةً عددًا محدودًا من الخيوط لتتناسب مع قدرة نظم الذاكرة الاقتصادية.
- أما حواسيب قواعد البيانات، فتعتمد غالبًا على ضعف هذا العدد من الخيوط للاستفادة من ذواكرها الأكبر.
- بينما تُشغّل وحدات معالجة الرسوميات (GPUs) مئات أو آلاف الخيوط، نظرًا لطبيعة العمليات الرسومية المتكررة وعدد وحدات التنفيذ الكبير.

### البرمجيات وتعدد الخيوط: التنسيق مع النظام
يتوجب على البرمجيات مواكبة بنية المعالج، خاصةً عند دعم الخيوط. في المعالجات العامة، تُصمَّم الخيوط لتُشبه إلى حد كبير العمليات التقليدية المجزأة زمنيًا، وقد لا يحتاج نظام التشغيل إلا إلى وعي محدود بها.
أما في المعالجات الرسومية، فلا يمكن إخفاء آلية جدولة الخيوط، وغالبًا ما يُتحكَّم بها من خلال مكتبات فرعية متخصصة، تُوفّر للمطور واجهات برمجية للتحكم المباشر في كيفية توزيع العمل على الخيوط.

## اقرأ أيضا
- وحدة الحساب والمنطق
- وحدة إدارة الذاكرة